# The Killer (film, 2023)
Pour les articles homonymes, voir The Killer.
Pour plus de détails, voir Fiche technique et Distribution.
The Killer est un thriller américain réalisé par David Fincher, sorti en 2023.
Il s'agit de l'adaptation de la série de bande dessinée Le Tueur, écrite par Matz et dessinée par Luc Jacamon.
Il est présenté en avant-première à la Mostra de Venise 2023 avant sa diffusion sur Netflix.

## Résumé
Un tueur à gages, solitaire et froid, tue ses victimes méthodiquement, sans scrupules ni remords. Très précis et organisé, il se répète régulièrement plusieurs règles qu'il s'oblige à respecter :
- respecte le plan ;
- anticipe, n'improvise pas ;
- ne fais confiance à personne ;
- ne mène que le combat pour lequel on te paye.

Un jour, à Paris, après une longue préparation, il tient sa proie dans le viseur de son fusil de précision mais rate sa cible, une grande première pour lui. Il quitte rapidement les lieux et échappe à la police. De retour à son domicile, en République dominicaine, il découvre sa maison saccagée et apprend que sa petite amie a été violemment agressée par deux personnes qui en avaient après lui. Il en apprend plus en retrouvant le chauffeur de taxi ayant transporté les deux agresseurs, un homme costaud et une femme. Il élimine le chauffeur.
Le tueur se rend ensuite à La Nouvelle-Orléans, où il a notamment un box de stockage rempli d'armes, de munitions et de fausses plaques d'immatriculation. Il se rend chez l'avocat Edward Hodges, son commanditaire, pour recueillir des informations. Il tue ce dernier avec un cloueur et obtient les noms de la part de sa secrétaire. Il parvient à découvrir que le client du contrat raté de Paris se nomme Henderson Claybourne. Il élimine la secrétaire.
Le tueur se rend ensuite à St. Petersburg en Floride sur les traces de l'homme costaud, la brute. Mais ce dernier le voit arriver et les deux hommes s'affrontent violemment. Il parvient cependant à tuer l'homme responsable de l'agression de sa petite amie en République dominicaine.
Il continue sa traque à Beacon dans l'État de New York, où il retrouve la trace de la femme mystérieuse, correspondant à la description faite par le frère de sa petite amie dominicaine. Dans un restaurant, le tueur se confronte à cette tueuse experte. Ils échangent longuement sur leur profession. Il l'abat finalement.
Il prend ensuite l'avion pour Chicago pour retrouver Henderson Claybourne, le client du contrat parisien. Ce dernier, riche homme d'affaires, est facile à localiser. Après l'avoir observé, le tueur parvient à s'introduire dans l'appartement de Claybourne. Ce dernier tente de se défendre en mettant la responsabilité sur l'avocat Hodges. Le tueur le laisse en vie tout en le menaçant de mort.
Le tueur retourne finalement chez lui, en République dominicaine, où il retrouve sa petite amie, qui se remet de ses blessures.

## Fiche technique
Sauf indication contraire, les informations mentionnées dans cette section peuvent être confirmées par la base de données cinématographiques IMDb,  présente dans la section « Liens externes ».
- Titre original : The Killer
- Réalisation : David Fincher
- Scénario : Andrew Kevin Walker, d'après la série de bande dessinée Le Tueur de Matz et Luc Jacamon
- Musique : Trent Reznor et Atticus Ross
- Direction artistique : Matthew Gatlin et Elvis Mariñez
- Décors : Donald Graham Burt
- Costumes : Cate Adams
- Photographie : Erik Messerschmidt
- Montage : Kirk Baxter
- Production : Ceán Chaffin
- Sociétés de production : Archaia Entertainment, Boom! Studios, Panic Pictures, Paramount Pictures et Plan B Entertainment
- Société de distribution : Netflix
- Pays de production :  États-Unis
- Langue originale : anglais
- Format : couleur - 2,39:1 - son Dolby Atmos et Dolby Digital
- Genre : thriller, néo-noir[1] et action
- Durée : 118 minutes
- Dates de sortie[2] :
  - Italie : 3 septembre 2023 (Mostra de Venise)
  - États-Unis : 27 octobre 2023 (sortie limitée)
  - Monde : 10 novembre 2023 (sur Netflix)

## Distribution
- Michael Fassbender (VF : Jean-Pierre Michaël) : le tueur
- Tilda Swinton (VF : Sylvia Bergé) : l'experte
- Charles Parnell (VF : Frantz Confiac) : Hodges, l'avocat
- Arliss Howard (VF : Michel Dodane) : Claybourne, le client
- Kerry O'Malley (VF : Anne Dolan) : Dolores
- Sophie Charlotte (VF : Julie Dray) : Magdala
- Emiliano Pernía (VF : Aurélien Raynal) : Marcus
- Gabriel Polanco (VF : Stevie Tomi) : Leo
- Sala Baker : la brute
- Endre Hules : la cible
- Monique Ganderton (en) : Dominatrix
- Jack Kesy : le vendeur
- Daran Norris : un employé à  l'aéroport

## Production

### Genèse, développement et attribution des rôles
En novembre 2007, David Fincher est annoncé comme réalisateur de l'adaptation de la série de bande dessinée française Le Tueur, écrite par Matz et dessinée par Luc Jacamon. Allesandro Camon est choisi pour écrire le script du film qui sera produit par la société de Brad Pitt, Plan B Entertainment et distribué par Paramount Pictures. Le projet prendra finalement quelques années à se concrétiser. Entre-temps, David Fincher et Matz collaboreront sur la bande dessinée Le Dahlia noir publiée en 2013.
En février 2021, David Fincher relance finalement le projet avec Netflix, dans le cadre d'un contrat d'exclusivité avec la plateforme. Le scénario est alors repris par Andrew Kevin Walker alors que Michael Fassbender est annoncé dans le rôle-titre. En juin, il est précisé que David Fincher envisage de débuter le tournage du film en novembre 2021 à Paris.

### Attribution des rôles
En octobre 2021, Tilda Swinton rejoint la distribution.

### Tournage
Le tournage débute en novembre 2021, à Paris. Il se déroule notamment dans le 5e arrondissement (rue des Fossés-Saint-Jacques, …),. Les prises de vues sont prévues jusqu'en mars 2022, à La Nouvelle-Orléans et en République dominicaine. En janvier 2022, il est annoncé que le tournage aura lieu à Saint-Charles dans l'Illinois en mars pour une dizaine de jours,.

## Distinction

### Sélection
- Mostra de Venise 2023 : sélection officielle, en compétition